# آمان‌لی
آمان‌لی (به لاتین: Amanlı، به آواری: АвахIиб) یک منطقه مسکونی در جمهوری آذربایجان است که در شهرستان قاخ واقع شده است. آمان‌لی ۱۵۷ نفر جمعیت دارد.